# コモードアー礁

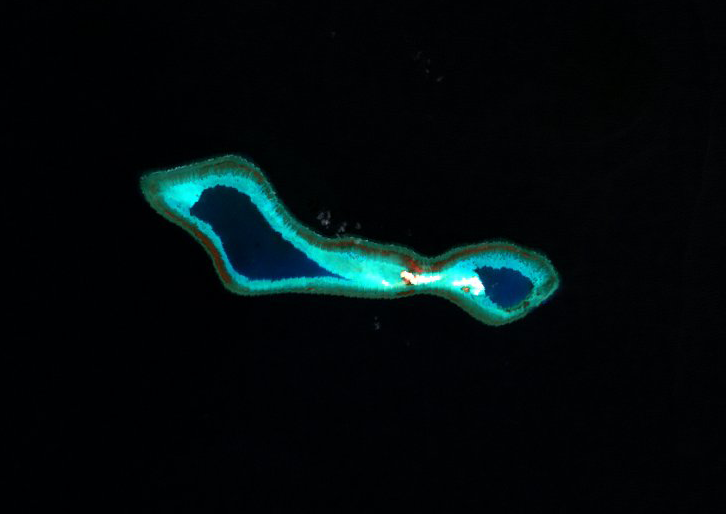
コモードアー礁

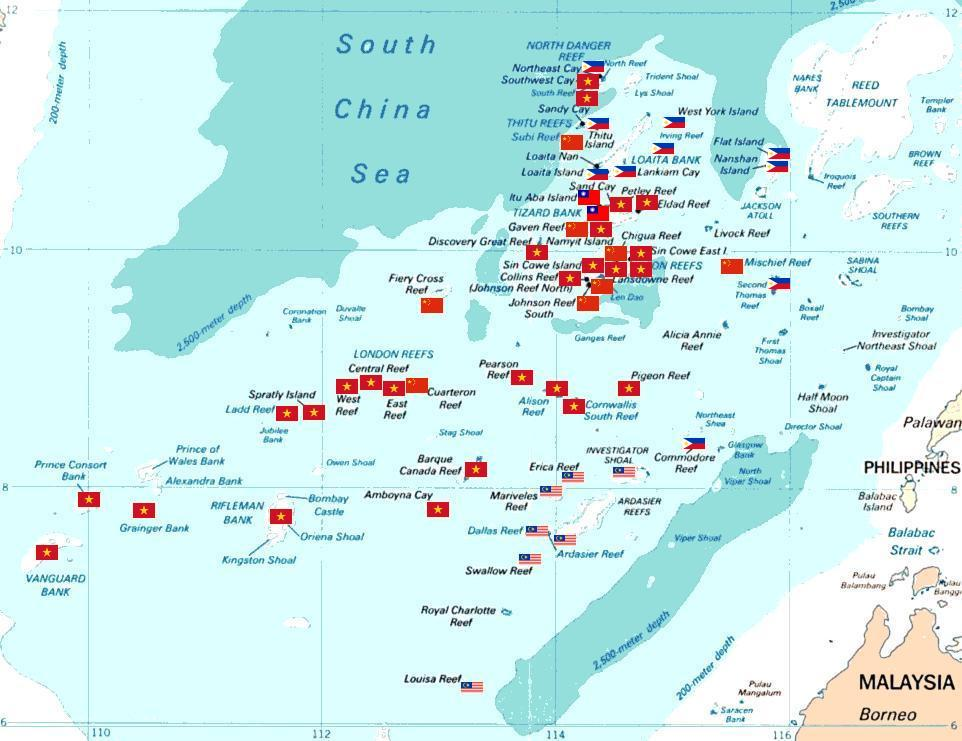
南沙諸島の実効支配状況

コモードアー礁（コモードアーしょう、英語: Commodore Reef、タガログ語: Rizal、中国語: 司令礁、ベトナム語：Đá Công Đo / 𥒥Công Đo）は、南沙諸島（スプラトリー諸島）にある環礁である。インベスティゲーター礁から北東に25カイリ離れている。

## 地理
東西距離は15キロ。干潮の時、環礁が出て、中間にある0.6メートル高さの砂洲が東部と西部に礁湖を分け、眼鏡のような形状になる。

## 領有を巡る状況
1980年からフィリピンが実効支配している。一方、中華人民共和国、中華民国（台湾）、ベトナム、マレーシアも主権を主張している。